# 911 (pesma)
911 je osma pesma sa šestog studijskog albuma Lejdi Gage Kromatika "Chromatica", kao i treći singl sa albuma. Napisali su je Gaga, Justin Tranter, BloodPop i Madeon. Pesma je evro disko, tehno i fank žanra. Pesme priča o poteškoćama lošeg mentalnog zdravlja i uzimanju antipsihotika, lekova koje Gaga koristi. Brojni kritičari ovu pesmu nazivaju "Najboljom sa albuma".

## Kompozicija i značenje
Billboard pisac Nolan Fini (Nolan Feeney) opisao je "911" kao bitku vašeg tela i duha. Kroz stihove, pevačica opisuje njenu borbu sa mentalnim zdravljem i samo-mržnjom zato što ne može da živi u "pravom svetu". U referenu pesme, pevačica shvata i potpuna prihvata njenu mentalnu bolest, i priznaje da je zavisna od antipsihotika.

## Muzički video

### Produkcija
Video je režirao Tarsem Sing (Tarsem Singh) , a snimljen je u avgustu 2020 u Valenciji (Valencia) predgradju Santa Klarite u Kaliforniji.
Koncept za priču videa je stvorio Tarsem, koji je podelio njegovu 25 godina staru ideju sa Gagom zato što ga je dotakla Gagina životna priča.
U intervjuu za Rolling Stone, BloodPop je potvrdio da, dok je snimala pesmu, insistirala je da sve u studiju bude crno i da nosi periku, kako bi mogla da ponovo proživi sve o čemu peva u pesmi.

### Sinopis
Video počinje sa Gagom kako leži onesvešćeno pored bicikla i rasprosutim narom u pustinji. Njene oči su prekrivene crvenom tkaninom. Gaga se polako budi i dolazi do meksičke vile. Dok pesma polako počinje, Gaga ulazi u vilu punu čudno obučenih ljudi, kao i čoveka koji jako udara glavom u jastuk i mumiju koja se nalazi u naručuju žene. Većina tih likova pokušava da pridje pevačici ali ona beži. Na kraju spota, Gaga se budi i shvata da je sve to bio san, i da je ona doživela saobraćajnu nesreću. Svi likovi u njemom snu označavaju neke likove iz nesreće.